# Dennis Engelman
Dennis Engelman (* 8. Februar 1995 in Köln) ist ein deutscher Fußballspieler. Er steht seit 2019 beim Niederrhein-Oberligisten 1. FC Monheim unter Vertrag.

## Karriere
Engelman spielte bis 2014 im Jugendbereich von Bayer 04 Leverkusen. In der Saison 2013/14 nahm er an der ersten Austragung der UEFA Youth League teil. Er bestritt fünf der sechs Gruppenspiele, schied mit Leverkusen aber als Gruppendritter aus. Des Weiteren bestritt er in dieser Saison mit der zweiten Mannschaft des Vereins eine Partie in der Regionalliga West. Beim 3:0-Sieg über die SG Wattenscheid 09 stand Engelman über 90 Minuten auf dem Platz.
Zur Saison 2014/15 wurde er in den Profikader aufgenommen, kurz darauf jedoch bis Sommer 2015 an den Drittligisten SC Fortuna Köln verliehen, der ihn zur Saison 2015/16 fest verpflichtete. Der Vertrag mit dem SC Fortuna Köln endete zum 30. Juni 2017.
Nach annähernd drei vereinslosen Monaten wechselte Engelman am 22. September 2017 zum Südwest-Regionalligisten TSV Schott Mainz, um dort den langzeitig verletzten Abwehrchef Jonas Raltschitsch zu ersetzen. Am gleichen Tag gab er bei 0:1-Niederlage gegen den Lokalrivalen Mainz 05 II sein Debüt, nachdem er in der 86. Minute eingewechselt wurde. Es folgten nur drei weitere Hinrundeneinsätze und so wechselte Engelman im Januar 2018 zum Bonner SC. Für den BSC spielte er die folgenden eineinhalb Jahre in der Regionalliga West. Zur Saison 2019/20 verpflichtete ihn der Oberligist 1. FC Monheim.

## Nationalmannschaft
Engelman bestritt für den DFB insgesamt sechs Spiele in der U-15- und U-16-Auswahl. Bei der 2:3-Niederlage gegen Polens U-15 am 13. Mai 2010 erzielte er mit dem Anschlusstor zum 2:3 das letzte Tor der Partie.